# Cupcake

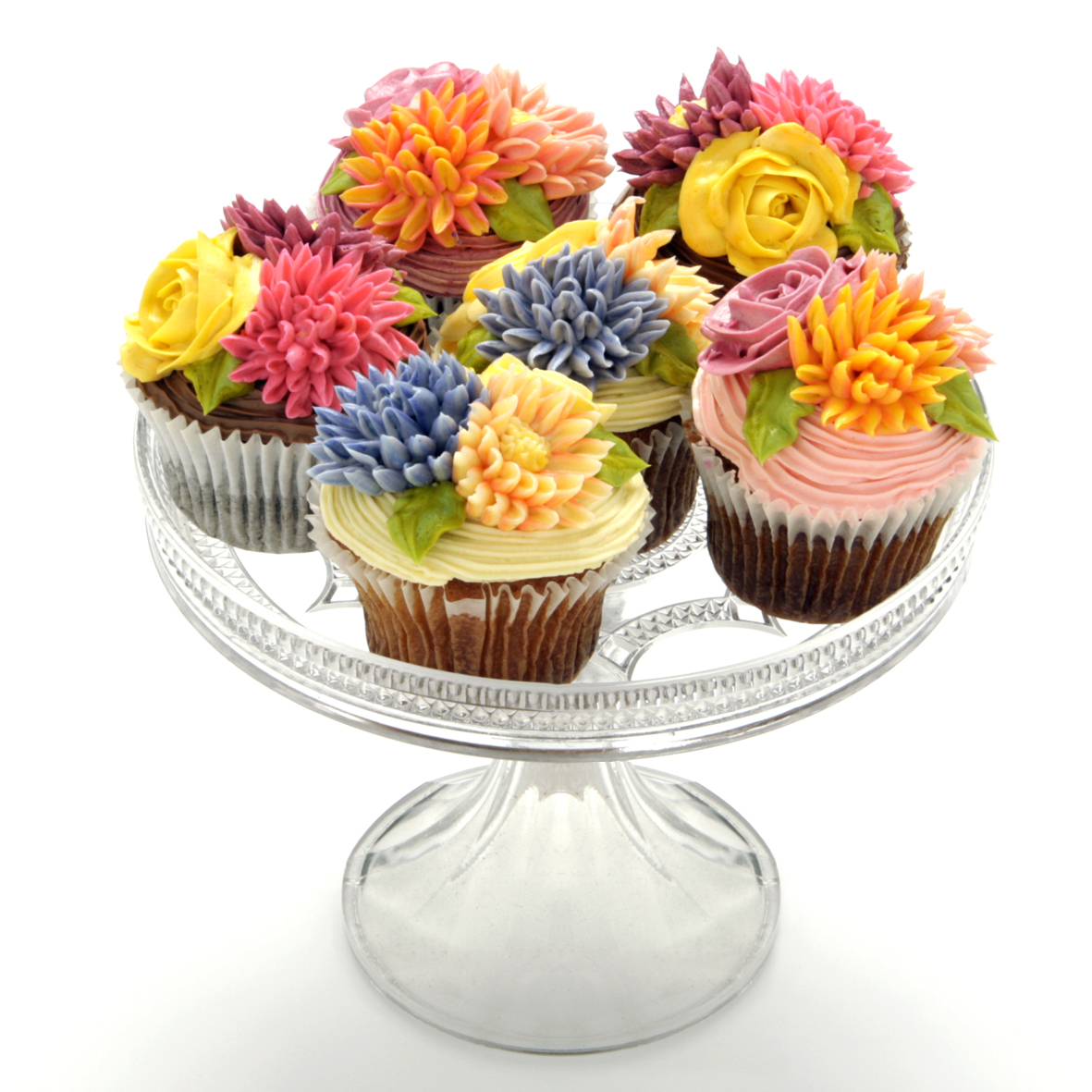
Cupcake met versiering

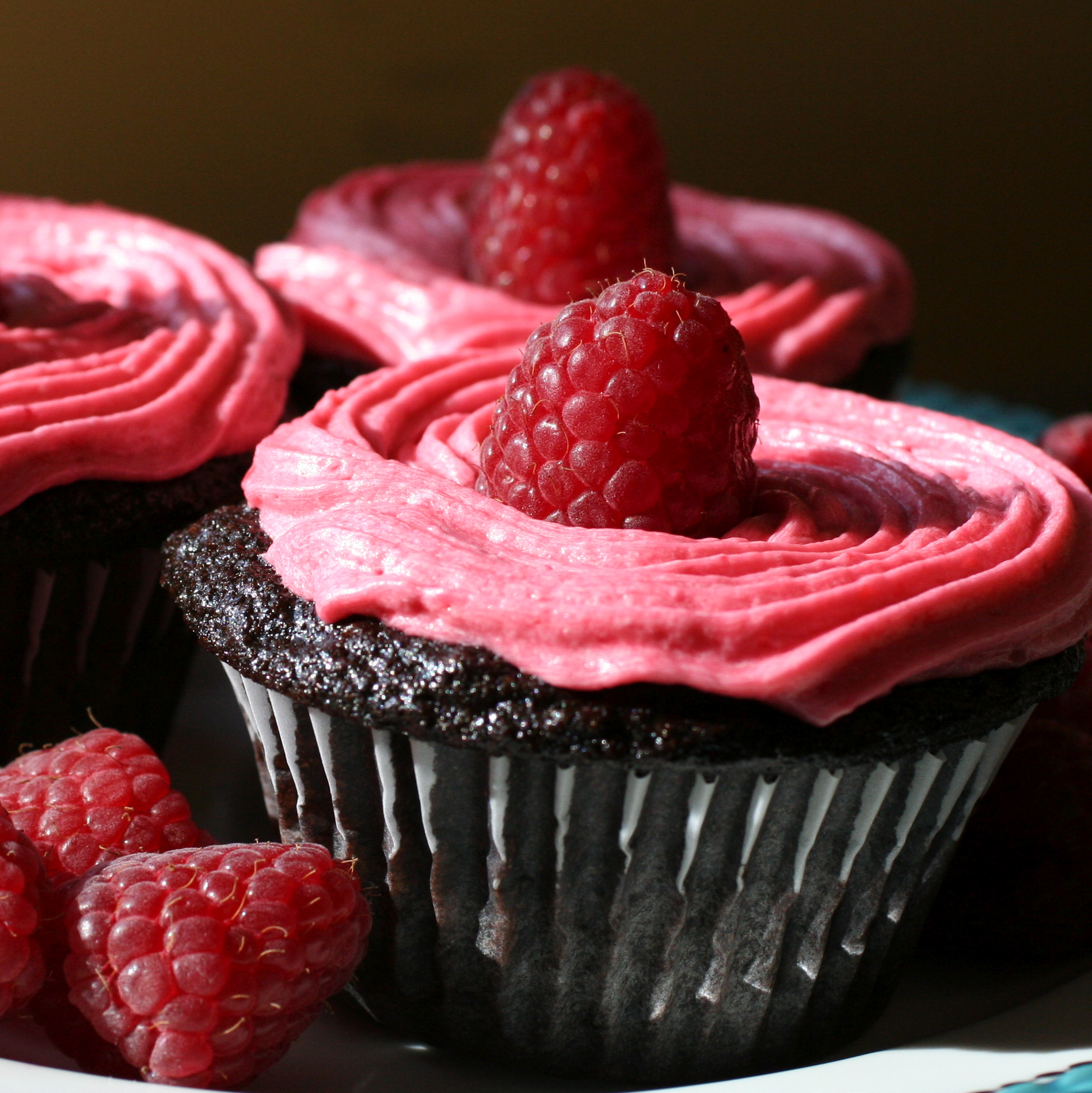
Cupcake versierd met fruit

Cupcake is een Engels woord voor een klein gebakje, meestal gebakken in een klein papieren of aluminium bakje. Het kan op verschillende manieren worden versierd.

## Geschiedenis
Het eerste cupcake-recept is te vinden in het kookboek van Eliza Leslie uit 1828, al was dit niet de eerste vermelding van cupcakes.
Eliza Leslie gebruikte in haar recepten voor de cupcake de maat van een kopje (Eng.: cup) en schreef: "The cups should hold about half a pint". Dit verklaart de Engelse naam "cup cake".
De cupcakes werden aanvankelijk in tinnen vormen gebakken maar later in een kopje of een ramequin. Cupcakes zijn zoet van smaak en wijken in die zin af van de overigens vergelijkbare muffins die ook hartige varianten kennen.
De meeste cupcakes worden gemaakt van een combinatie van boter, suiker, bloem en eieren en soms ook water of melk. De aanvankelijke verhouding, een kwart meel, een kwart eieren, een kwart boter en een kwart suiker (van de Engelse pound cake) werd geleidelijk vervangen door een recept met aanzienlijk minder boter en eieren. 
Ten bate van coeliakie-patiënten worden tegenwoordig ook cakejes gemaakt op basis van rijstmeel.
Al naargelang van de beschikbare producten en de creativiteit van de bakker zijn er tientallen varianten mogelijk. Combinaties met fruit, sap (van citrusvruchten), chocolade en drank zijn niet ongewoon. Cupcakes kunnen gedecoreerd worden met fondant en marsepein. hiermee kunnen versieringen aangebracht worden op de cupcake.

## Variant
De Mug cake bestaat vrijwel uit dezelfde ingrediënten maar wordt gebakken in een mok (Eng.: mug) in de magnetron. Deze cakevorm bestaat vermoedelijk vanaf ongeveer 2008 en is vooral in de VS populair.

## Twee originele recepten

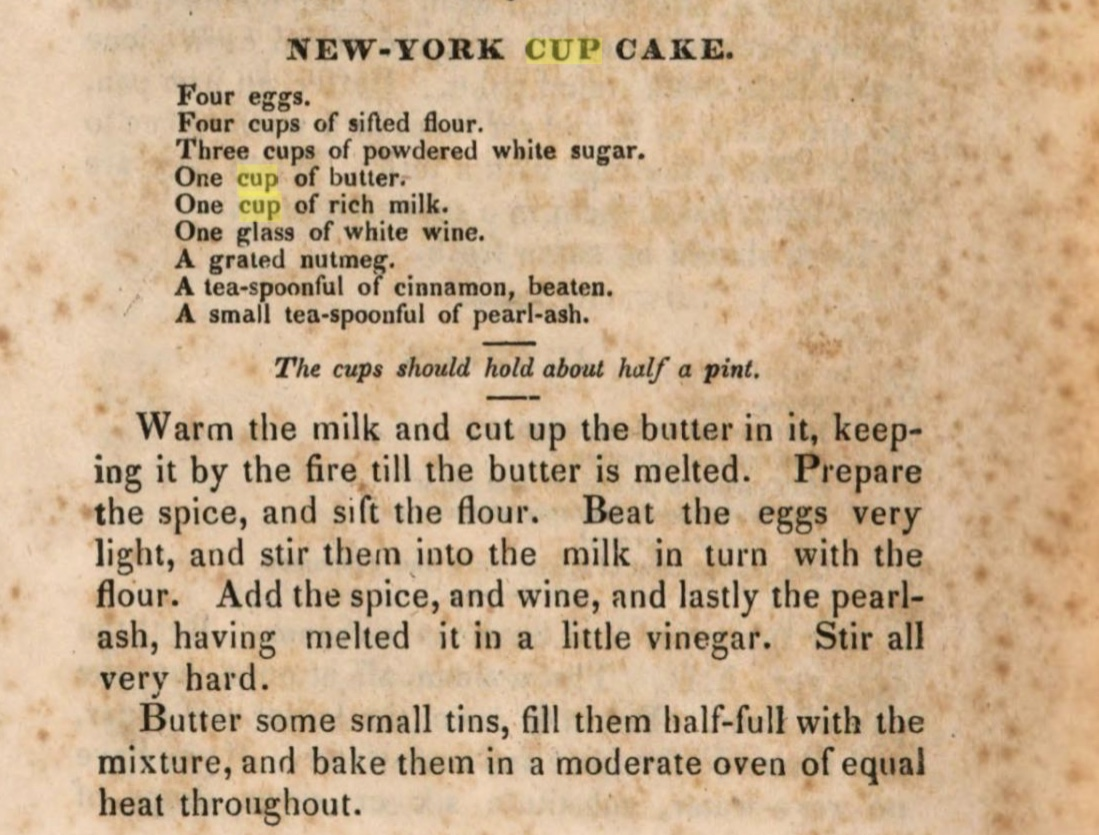
Recept voor een “New York  Cup Cake”, Eliza Leslie, 1828, p. 60.
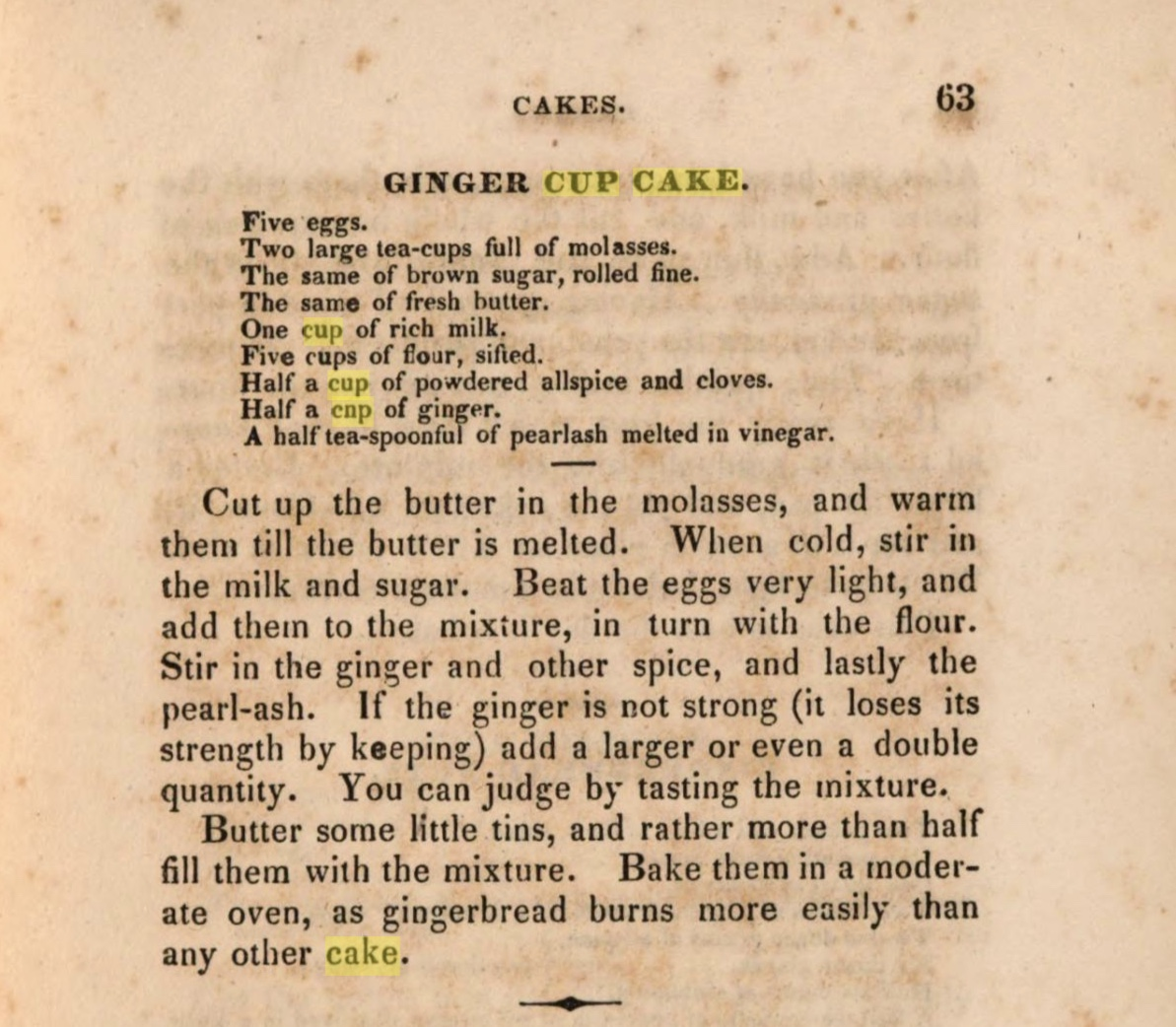
Recept voor een “Ginger Cup Cake”, Eliza Leslie, 1828, p. 63.